# Audre domina
Audre domina är en fjärilsart som beskrevs av Bates 1864. Audre domina ingår i släktet Audre och familjen Riodinidae. Inga underarter finns listade i Catalogue of Life.